# Küçükşapçı, Havran
Küçükşapçı là một xã thuộc huyện Havran, tỉnh Balıkesir, Thổ Nhĩ Kỳ. Dân số thời điểm năm 2010 là 792 người.